# レジェーレ・フェルディナンド (駆逐艦)
NMS レジェーレ・フェルディナンド（ルーマニア語:Regele Ferdinandレジェーレ・フェルディナンド）は、ルーマニア海軍の駆逐艦（Distrugător）である。艦名は、ルーマニア国王フェルディナンド1世に因む。

## 概要

### 建造
レジェーレ・フェルディナンドは、ルーマニア王国海軍向けのレジェーレ・フェルディナンド級駆逐艦の1番艦としてソーニクロフト社によって設計された。1928年、イタリア・ナポリのパティッソン・ヤードで起工、同年12月2日に進水、1930年に就役した。
艦は、533 mm魚雷発射管6 門を第2煙突と後檣との間に装備していた。また、艦橋前に2 門と、艦中部に1 門、後部に2 門の合わせて5 門の120 mm砲を搭載していた。この他、若干の対空兵装を有していた。射撃管制装置としては、前後の艦橋に測距儀が備え付けられていた。

### 実戦
第二次世界大戦中は主に船団護衛に従事した。レジェーレ・フェルディナンドは1941年12月17日にソ連の潜水艦M-59を撃沈した。1944年8月29日、コンスタンツァにあったレジェーレ・フェルディナンドは侵攻してきた赤軍によって捕獲された。9月14日にルーマニアが降伏するとレジェーレ・フェルディナンドは戦利艦として正式にソ連の所有物となり、赤色海軍黒海艦隊に編入された。同時に、艦名は「勇猛果敢な」という意味のロシア語の形容詞からリホーイ（Лихой）と改称された。

### 返還
リホーイは1951年7月3日付けでソ連海軍を除籍され、ルーマニアに返還された。かつての王政は倒されていたにも拘らず、艦名は元のレジェーレ・フェルディナンドに戻された。1950年代末に退役、1960年に除籍された。